# Район Чюо (Саґаміхара)
35°34′17″ пн. ш. 139°22′24″ сх. д. / 35.57139° пн. ш. 139.37333° сх. д.
Райо́н Чюо́ (яп. 中央区, ちゅうおうく, МФА: [t͡ɕuːoː ku̥], «Центральний район») — район міста Саґаміхара префектури Канаґава в Японії. Станом на 1 квітня 2009 площа району становила 36,83 км². Станом на 1 липня 2011 населення району становило 266 977 осіб.